# NGC 3650
NGC 3650 (również PGC 34913 lub UGC 6391) – galaktyka spiralna (Sb), znajdująca się w gwiazdozbiorze Lwa. Odkrył ją Lewis A. Swift 5 maja 1886 roku.